# Serratula sogdiana
Serratula sogdiana là một loài thực vật có hoa trong họ Cúc. Loài này được Bunge miêu tả khoa học đầu tiên năm 1851.